# Bourdalat
Bourdalat település Franciaországban, Landes megyében. Lakosainak száma 205 fő (2022. január 1.). Bourdalat Le Houga, Monguilhem, Toujouse, Hontanx és Perquie községekkel határos.

## Népesség
A település népességének változása:
| Lakosok száma | 272  | 215  | 186  | 212  | 225  | 246  | 252  | 224  | 210  | 205  |
|               | 1968 | 1982 | 1990 | 2006 | 2013 | 2015 | 2017 | 2019 | 2020 | 2022 |